# Бенамади, Мунир
Мунир Бенамади (араб. منير بن أمادي‎; род. 5 апреля 1982) — алжирский дзюдоист, представитель полулёгкой весовой категории (до 66 кг). Выступал за национальную сборную Алжира по дзюдо в конце 2000-х — начале 2010-х годов, чемпион Всеафриканских игр, серебряный призёр чемпионата Африки, победитель и призёр многих турниров национального и международного значения, участник летних Олимпийских игр в Пекине.

## Биография
Мунир Бенамади родился 5 апреля 1982 года.
Впервые заявил о себе в дзюдо в 2000 году, выступив на юниорском мировом первенстве в Набеуле — дошёл здесь до четвертьфинала и занял итоговое седьмое место.
Первого серьёзного успеха на взрослом международном уровне добился в сезоне 2007 года, когда вошёл в основной состав алжирской национальной сборной и в зачёте полулёгкой весовой категории одержал победу на домашних Всеафриканских играх в Алжире. Также выступил на чемпионате мира в Рио-де-Жанейро, где был побеждён в 1/16 финала.
В 2008 году выиграл серебряную медаль на чемпионате Африки в Агадире, взял бронзу на открытом первенстве Германии в Брауншвейге и благодаря череде удачных выступлений удостоился права защищать честь страны на летних Олимпийских играх в Пекине. В категории до 66 кг благополучно прошёл первого соперника по турнирной сетке австралийца Стивена Брауна, тогда как во втором поединке потерпел поражение от узбека Мирали Шарипова и лишился всяких шансов на попадание в число призёров.
После пекинской Олимпиады Бенамади остался в составе дзюдоистской команды Алжира и продолжил принимать участие в крупнейших международных турнирах. Так, в 2009 году он выступил на международном турнире в Марселе, где выиграл бронзовую медаль в лёгком весе.
В 2012 году одержал победу на чемпионате Алжира в зачёте полусредней весовой категории.